# Цуруя, Намбоку
Намбоку Цуруя IV (яп.  鶴屋南北; 1755, Эдо — 1829, там же) — японский прозаик, драматург. Один из самых плодовитых драматургов кабуки и создатель жанра кидзэвамоно (грубая современная пьеса).

## Биография
Родился в семье красильщика Эбия Идзабуро. В 1776 году стал учеником автора кабуки Сакурада Дзисукэ. С 1777 года работал под именем Сакурада Хёдзо в Театре Накамура-дза, с 1780 года как Сава Хёдзо в Итимура-дза. В 1788 году после смерти своего тестя Цуруя Намбоку III взял имя Цуруя Намбоку IV.
Дебютировал как драматург в 1804 году. Активно работал в эпоху Бунка — Бунсэй (1804—1829). Цуруя — автор более 120 пьес. Бо́льшая часть его произведений — бытовые драмы сэвамоно.
Пьесы Намбоку Цуруи полны сцен вымогательств, убийств и эротических сцен. Названные кидзэвамоно («настоящее сэвамоно»), его драмы изображают людей, живущих на дне иерархического общества Эдо, и написаны живым, приземлённым языком, типичным для горожан. Сцены разворачиваются быстро, а различные сценические трюки добавляют веселья.
Отличительная особенность драматургии — сочетание реальности с фантастикой, юмора с жестокостью. Наиболее популярны пьесы-рассказы о привидениях (кайдан). Лучшая из них «Токайдо ёцуя кайдан» сохраняется в репертуаре театра кабуки. Был известен использованием технических сценических эффектов, таких как быстрая смена костюма (хаягавари) и полёт по воздуху (тюнори).

## Избранные произведения
- Toki-mo Kikyō, 1808
- Okuni Gozen Keshō no Sugatami, 1809
- Kokoro no Nazo Toketa Iroito , 1810
- Kachi Zumō Ukina no Hanabure , 1810
- Ehon Gappō-ga-Tsuji (в соавт.), 1810
- Osome Hisamatsu Ukina no Yomiuri, 1813
- Sumidagawa Hana no Goshozome , 1814
- Kakitsubata Iro mo Edozome , 1815
- Haji Momiji Ase no Kaomise , 1815
- Sakura Hime Azuma Bunshō, 1817
- Sakura Butai Maku no Datezome, 1820
- Tsuki no En Tsuki no Shiranami , 1821
- Imoseyama Hitome Sembon, 1821
- Ukiyozuka Hiyoku no Inazuma, 1823
- Kesakake Matsu Narita no Riken , 1823
- Tōkaidō Yotsuya Kaidan, 1825
- Kamikakete Sango Taisetsu, 1825
- Oniwaka Kongen Butai , 1825
- Kin no Zai Saru Shima Dairi , 1829